# Copa del Mundo de Esquí Alpino de 2015-16
La  Copa del Mundo de Esquí Alpino de 2015-16 se celebró del 24 de octubre de 2015 al 20 de marzo de 2016 bajo la organización de la Federación Internacional de Esquí (FIS). La final se celebrará en la localidad de St. Moritz (Suiza).

## Tabla de honor
| Categoría       | Masculino               | Nación  | Femenino         | Nación         |
| --------------- | ----------------------- | ------- | ---------------- | -------------- |
| General         | Marcel Hirscher         | Austria | Lara Gut         | Suiza          |
| Descenso        | Peter Fill              | Italia  | Lindsey Vonn     | Estados Unidos |
| Eslalon         | Henrik Kristoffersen    | Noruega | Frida Hansdotter | Suecia         |
| Eslalon Gigante | Marcel Hirscher         | Austria | Eva-Maria Brem   | Austria        |
| Super Gigante   | Aleksander Aamodt Kilde | Noruega | Lara Gut         | Suiza          |
| Combinada       | Alexis Pinturault       | Francia | Wendy Holdener   | Suiza          |

- Al comienzo de la temporada 2012-13, la FIS anunció que en la disciplina de Combinada no sería oficial (como hasta antes de 2007, aunque siguen configurándose las clasificaciones), aunque sí seguirían disputándose esas pruebas, y su resultados computarían igualmente para la General de la Copa del Mundo.

## Ganadores por disciplina - masculino

### General
| Puesto | Nombre               | País    | Puntos |
| ------ | -------------------- | ------- | ------ |
| Oro    | Marcel Hirscher      | Austria | 1795   |
| Plata  | Henrik Kristoffersen | Noruega | 1298   |
| Bronce | Alexis Pinturault    | Francia | 1200   |

### Descenso
| Puesto | Nombre             | País    | Puntos |
| ------ | ------------------ | ------- | ------ |
| Oro    | Peter Fill         | Italia  | 462    |
| Plata  | Aksel Lund Svindal | Noruega | 436    |
| Bronce | Dominik Paris      | Italia  | 432    |

### Eslalon
| Puesto | Nombre               | País     | Puntos |
| ------ | -------------------- | -------- | ------ |
| Oro    | Henrik Kristoffersen | Noruega  | 811    |
| Plata  | Marcel Hirscher      | Austria  | 780    |
| Bronce | Felix Neureuther     | Alemania | 389    |

### Eslalon Gigante
| Puesto | Nombre               | País    | Puntos |
| ------ | -------------------- | ------- | ------ |
| Oro    | Marcel Hirscher      | Austria | 766    |
| Plata  | Alexis Pinturault    | Francia | 690    |
| Bronce | Henrik Kristoffersen | Noruega | 487    |

### Super Gigante
| Puesto | Nombre                  | País    | Puntos |
| ------ | ----------------------- | ------- | ------ |
| Oro    | Aleksander Aamodt Kilde | Noruega | 415    |
| Plata  | Kjetil Jansrud          | Noruega | 375    |
| Bronce | Aksel Lund Svindal      | Noruega | 310    |

### Combinada
| Puesto | Nombre            | País    | Puntos |
| ------ | ----------------- | ------- | ------ |
| Oro    | Alexis Pinturault | Francia | 220    |
| Plata  | Thomas Mermillod  | Francia | 170    |
| Bronce | Kjetil Jansrud    | Noruega | 165    |

## Ganadores por disciplina - femenino

### General
| Puesto | Nombre              | País           | Puntos |
| ------ | ------------------- | -------------- | ------ |
| Oro    | Lara Gut            | Suiza          | 1522   |
| Plata  | Lindsey Vonn        | Estados Unidos | 1235   |
| Bronce | Viktoria Rebensburg | Alemania       | 1147   |

### Descenso
| Puesto | Nombre         | País           | Puntos |
| ------ | -------------- | -------------- | ------ |
| Oro    | Lindsey Vonn   | Estados Unidos | 580    |
| Plata  | Fabienne Suter | Suiza          | 463    |
| Bronce | Larisa Yurkiw  | Canadá         | 407    |

### Eslalon
| Puesto | Nombre                  | País       | Puntos |
| ------ | ----------------------- | ---------- | ------ |
| Oro    | Frida Hansdotter        | Suecia     | 711    |
| Plata  | Veronika Velez-Zuzulová | Eslovaquia | 626    |
| Bronce | Wendy Holdener          | Suiza      | 561    |

### Eslalon Gigante
| Puesto | Nombre              | País     | Puntos |
| ------ | ------------------- | -------- | ------ |
| Oro    | Eva-Maria Brem      | Austria  | 592    |
| Plata  | Viktoria Rebensburg | Alemania | 590    |
| Bronce | Lara Gut            | Suiza    | 472    |

### Super Gigante
| Puesto | Nombre         | País           | Puntos |
| ------ | -------------- | -------------- | ------ |
| Oro    | Lara Gut       | Suiza          | 481    |
| Plata  | Tina Weirather | Liechtenstein  | 436    |
| Bronce | Lindsey Vonn   | Estados Unidos | 420    |

### Combinada
| Puesto | Nombre               | País    | Puntos |
| ------ | -------------------- | ------- | ------ |
| Oro    | Wendy Holdener       | Suiza   | 198    |
| Plata  | Lara Gut             | Suiza   | 160    |
| Bronce | Michaela Kirchgasser | Austria | 153    |

## Calendario

### Masculino
| Día      | Lugar                  | Prueba                   | Ganador                 |
| 25.10.15 | Sölden                 | Eslalon Gigante          | Ted Ligety              |
| 28.11.15 | Lake Louise            | Descenso                 | Aksel Lund Svindal      |
| 29.11.15 | Lake Louise            | Super Gigante            | Aksel Lund Svindal      |
| 04.12.15 | Beaver Creek           | Descenso                 | Aksel Lund Svindal      |
| 05.12.15 | Beaver Creek           | Super Gigante            | Marcel Hirscher         |
| 06.12.15 | Beaver Creek           | Eslalon Gigante          | Marcel Hirscher         |
| 12.12.15 | Val d'Isere            | Eslalon Gigante          | Marcel Hirscher         |
| 13.12.15 | Val d'Isere            | Eslalon                  | Henrik Kristoffersen    |
| 18.12.15 | Val Gardena            | Super Gigante            | Aksel Lund Svindal      |
| 19.12.15 | Val Gardena            | Descenso                 | Aksel Lund Svindal      |
| 20.12.15 | Alta Badia             | Eslalon Gigante          | Marcel Hirscher         |
| 21.12.15 | Alta Badia             | Eslalon Gigante Paralelo | Kjetil Jansrud          |
| 22.12.15 | Madonna di Campiglio   | Eslalon                  | Henrik Kristoffersen    |
| 29.12.15 | Santa Caterina         | Descenso                 | Adrien Théaux           |
| 06.01.16 | Santa Caterina         | Eslalon                  | Marcel Hirscher         |
| 09.01.16 | Adelboden              | Eslalon                  | Henrik Kristoffersen    |
| 15.01.16 | Wengen                 | Combinada                | Kjetil Jansrud          |
| 16.01.16 | Wengen                 | Descenso                 | Aksel Lund Svindal      |
| 17.01.16 | Wengen                 | Eslalon                  | Henrik Kristoffersen    |
| 22.01.16 | Kitzbühel              | Super Gigante            | Aksel Lund Svindal      |
| 22.01.16 | Kitzbühel              | Combinada                | Alexis Pinturault       |
| 23.01.16 | Kitzbühel              | Descenso                 | Peter Fill              |
| 24.01.16 | Kitzbühel              | Eslalon                  | Henrik Kristoffersen    |
| 26.01.16 | Schladming             | Eslalon                  | Henrik Kristoffersen    |
| 30.01.16 | Garmisch-Partenkirchen | Descenso                 | Aleksander Aamodt Kilde |
| 06.02.16 | Jeongseon              | Descenso                 | Kjetil Jansrud          |
| 07.02.16 | Jeongseon              | Super Gigante            | Carlo Janka             |
| 13.02.16 | Yuzawa Naeba           | Eslalon Gigante          | Alexis Pinturault       |
| 14.02.16 | Yuzawa Naeba           | Eslalon                  | Felix Neureuther        |
| 19.02.16 | Chamonix               | Combinada                | Alexis Pinturault       |
| 20.02.16 | Chamonix               | Descenso                 | Dominik Paris           |
| 23.02.16 | Estocolmo              | Eslalon Paralelo         | Marcel Hirscher         |
| 26.02.16 | Hinterstoder           | Eslalon Gigante          | Alexis Pinturault       |
| 27.02.16 | Hinterstoder           | Super Gigante            | Aleksander Aamodt Kilde |
| 28.02.16 | Hinterstoder           | Eslalon Gigante          | Alexis Pinturault       |
| 04.03.16 | Kranjska Gora          | Eslalon Gigante          | Alexis Pinturault       |
| 05.03.16 | Kranjska Gora          | Eslalon Gigante          | Marcel Hirscher         |
| 06.03.16 | Kranjska Gora          | Eslalon                  | Marcel Hirscher         |
| 12.03.16 | Kvitfjell              | Descenso                 | Dominik Paris           |
| 13.03.16 | Kvitfjell              | Super Gigante            | Kjetil Jansrud          |
| 16.03.16 | St. Moritz             | Descenso                 | Beat Feuz               |
| 17.03.16 | St. Moritz             | Super Gigante            | Beat Feuz               |
| 19.03.16 | St. Moritz             | Eslalon Gigante          | Thomas Fanara           |
| 20.03.16 | St. Moritz             | Eslalon                  | André Myhrer            |

### Femenino
| Día      | Lugar                  | Prueba           | Ganadora                |
| 24.10.15 | Sölden                 | Eslalon Gigante  | Federica Brignone       |
| 27.11.15 | Aspen                  | Eslalon Gigante  | Lara Gut                |
| 28.11.15 | Aspen                  | Eslalon          | Mikaela Shiffrin        |
| 29.11.15 | Aspen                  | Eslalon          | Mikaela Shiffrin        |
| 04.12.15 | Lake Louise            | Descenso         | Lindsey Vonn            |
| 05.12.15 | Lake Louise            | Descenso         | Lindsey Vonn            |
| 06.12.15 | Lake Louise            | Super Gigante    | Lindsey Vonn            |
| 12.12.15 | Åre                    | Eslalon Gigante  | Lindsey Vonn            |
| 13.12.15 | Åre                    | Eslalon          | Petra Vlhová            |
| 18.12.15 | Val d'Isere            | Combinada        | Lara Gut                |
| 19.12.15 | Val d'Isere            | Descenso         | Lara Gut                |
| 20.12.15 | Courchevel             | Eslalon Gigante  | Eva-Maria Brem          |
| 28.12.15 | Lienz                  | Eslalon Gigante  | Lara Gut                |
| 29.12.15 | Lienz                  | Eslalon          | Frida Hansdotter        |
| 05.01.16 | Santa Caterina         | Eslalon          | Nina Loeseth            |
| 09.01.16 | Zauchensee             | Descenso         | Lindsey Vonn            |
| 10.01.16 | Zauchensee             | Super Gigante    | Lindsey Vonn            |
| 12.01.16 | Flachau                | Eslalon          | Veronika Velez-Zuzulová |
| 15.01.16 | Flachau                | Eslalon          | Veronika Velez-Zuzulová |
| 17.01.16 | Flachau                | Eslalon Gigante  | Viktoria Rebensburg     |
| 23.01.16 | Cortina d'Ampezzo      | Descenso         | Lindsey Vonn            |
| 24.01.16 | Cortina d'Ampezzo      | Super Gigante    | Lindsey Vonn            |
| 30.01.16 | Maribor                | Eslalon Gigante  | Viktoria Rebensburg     |
| 06.02.16 | Garmisch-Partenkirchen | Descenso         | Lindsey Vonn            |
| 07.02.16 | Garmisch-Partenkirchen | Super Gigante    | Lara Gut                |
| 15.02.16 | Crans-Montana          | Eslalon          | Mikaela Shiffrin        |
| 19.02.16 | La Thuile              | Descenso         | Lara Gut                |
| 20.02.16 | La Thuile              | Descenso         | Nadia Fanchini          |
| 21.02.16 | La Thuile              | Super Gigante    | Tina Weirather          |
| 23.02.16 | Estocolmo              | Eslalon Paralelo | Wendy Holdener          |
| 27.02.16 | Soldeu                 | Super Gigante    | Federica Brignone       |
| 28.02.16 | Soldeu                 | Combinada        | Marie-Michele Gagnon    |
| 06.03.16 | Jasna                  | Eslalon          | Mikaela Shiffrin        |
| 07.03.16 | Jasna                  | Eslalon Gigante  | Eva-Maria Brem          |
| 12.03.16 | Lenzerheide            | Super Gigante    | Cornelia Hütter         |
| 13.03.16 | Lenzerheide            | Combinada        | Wendy Holdener          |
| 16.03.16 | St. Moritz             | Descenso         | Mirjam Puchner          |
| 17.03.16 | St. Moritz             | Super Gigante    | Tina Weirather          |
| 19.03.16 | St. Moritz             | Eslalon          | Mikaela Shiffrin        |
| 20.03.16 | St. Moritz             | Eslalon Gigante  | Viktoria Rebensburg     |

- Datos: Q19721135
- Multimedia: 2015–2016 FIS Alpine Skiing World Cup / Q19721135